# Mammoth II
Mammoth II ist das zweite Studioalbum des US-amerikanischen Musikers Wolfgang Van Halen, welches unter dem Namen Mammoth WVH erschien. Das Album wurde am 4. August 2023 über das Label BMG veröffentlicht.

## Entstehung
Im Februar 2022 erklärte Wolfgang Van Halen in der Radioshow von Eddie Trunk, dass er hofft, noch in diesem Jahr mit der Arbeit am zweiten Studioalbum zu beginnen. Zwar habe er einige Tourneen vor sich, jedoch versuche er Zeit zu finden, um ins Studio zurückzukehren und ein neues Album aufzunehmen. Wegen den Erfahrungen, die er beim ersten Album Mammoth WVH gesammelt hat, würde die Entstehung dieses Mal nur wenige Monate anstatt fünf Jahre benötigen. Zum Zeitpunkt des Interviews habe Van Halen bereits reichlich Material beisammen und wäre sehr bereit, ins Studio zurückzukehren. Zu diesem Material gehören übrig gebliebene Lieder, die für das Debütalbum geschrieben wurden und zahlreiche neue Ideen. Unter den übrig gebliebenen Titeln war das Lied I Don’t Know at All, welches auf der Young Guns Tour mit Dirty Honey gespielt wurde. Allerdings wurde der Titel nicht auf Mammoth II verwendet.
Anfang September 2022 erklärte Wolfgang Van Halen über Twitter, dass er „nächste Woche“ mit der Arbeit beginnen werde, womit er die Vorproduktion meinte. Die Studioaufnahmen in den 5150 Studios in Los Angeles begannen am 4. Oktober 2022. Wie bereits bei seinem Debütalbum spielte Wolfgang Van Halen wieder alle Instrumente selber ein. Er begründete dies damit, dass er sich selbst umfassend in die Musik einbringen will. Dabei verglich er sich mit der Band Nine Inch Nails, bei der Trent Reznor sämtliche Musik schreibt, aufnimmt und produziert und nur bei Livekonzerten auf die restlichen Musiker zugreift. Außerdem verwendete Wolfgang Van Halen einige Gitarren seines Vaters Eddie Van Halen. Bis Ende Oktober 2022 konnte Wolfgang Van Halen die Hälfte des Albums aufnehmen, bevor er mit seiner Liveband die Pawns & Kings Tour mit Halestorm und dem Headliner Alter Bridge in Europa spielte. Nach einer Pause über Weihnachten arbeitete Wolfgang Van Halen nach dem Jahreswechsel weiter.
Über die musikalische Ausrichtung erklärte Wolfgang Van Halen, dass das neue Album Elemente von dem, was die Leute auf dem Debüt gehört haben, enthält. Außerdem wollte er, dass er sich „ein wenig verzweigen kann“. Darüber hinaus würde es auf Mammoth II einige von der Band Meshuggah inspirierte Lieder geben. Diese würde allerdings durch die Mammoth-WVH-Linse gesehen werden und nicht so hart ausfallen. Darüber hinaus enthalten die neuen Lieder mehr Gitarrensoli und der Gesang wäre aggressiver. Beides waren Dinge, die er auf dem ersten Album „nicht hinbekommen hätte“. Außerdem holte sich Wolfgang Van Halen bei den Songtexten und Gesangsmelodien Hilfe von Myles Kennedy von der Band Alter Bridge.

## Veröffentlichung
Im März 2023 unterschrieben Mammoth WVH einen Vertrag bei BMG. Am 22. März 2023 wurde die erste Single Another Celebration at the End of the World mit dem dazugehörigen Musikvideo veröffentlicht, bei dem Gordy De St. Jear Regie führte. Gleichzeitig wurde das Veröffentlichungsdatum und die Titelliste bekannt gegeben. Das zweite Lied Like a Pastime erschien am 8. Mai 2023, gefolgt von dem Lied Take a Bow am 27. Juni 2023. Take a Bow war das letzte Lied, welches für das Album aufgenommen wurde und gleichzeitig das längste Lied der Bandgeschichte. Am 2. August 2023 wurde die Single I’m Alright veröffentlicht. Erneut führte Gordy De St. Jear Regie. Einen Tag später trat Wolfgang Van Halen mit seiner Liveband in der NBC-News-Sendung Today auf und spielte die Lieder Waiting und I’m Alright. Das Albumcover wurde wie beim Vorgängeralbum von John Brosio entworfen.

## Hintergrund
Like a Pastime wurde auf einem 4/4-Takt aufgebaut und enthält dazu einen Polyrhythmus. Die Idee zu dem Lied hatte Wolfgang Van Halen, als er seiner Verlobten erklärte, was ein Polyrhythmus ist. Das Video zu dem Lied Another Celebration at the End of the World knüpft an jenes für das Lied Don’t Back Down an, in dem Wolfgang Van Halen sämtliche Bandmitglieder spielte. In dem Video zu Another Celebration at the End of the World ist Wolfgang Van Halen unzufrieden mit den Leistungen der anderen Wolfgangs. Außerdem bemängelt er, dass der Schlagzeuger immer zu spät kommen würde. Daraufhin feuert der frustrierte Wolfgang Van Halen die anderen Wolfgangs und führt das Lied mit den Mitgliedern seiner Liveband auf.
Mit dem Lied Take a Bow möchte Wolfgang Van Halen seinem Vater Eddie Van Halen ehren. Bei diesem Lied verwendete er die Frankenstrat-Gitarre und weitere Ausrüstungsgegenstände seines Vaters. I’m Alright beschrieb Wolfgang Van Halen als Hymne für sich selbst. Es geht darum, für die Dinge aufzustehen, von denen er glaubt, sie machen zu müssen anstatt für die Dinge, die die Leute von einem erwarten. In dem Musikvideo nehmen die in dem Video zu Another Celebration at the End of the World gefeuerten Wolfgangs Rache und verhindern den Auftritt von Wolfgang Van Halen und seiner Liveband bei einem Bandwettbewerb, den die Wolfgangs gewinnen. Wolfgang Van Halens Mutter Valerie Bertinelli hat einen Cameo-Auftritt in dem Video.

## Rezeption

### Rezensionen
Martin Iordanidis vom deutschen Magazin Visions bezeichnete Mammoth II als „eines der besten Hardrock-Alben der letzten zehn Jahre“, weil sich das Album „die Freiheit nimmt, alle Insignien der Hardrock-Hochzeiten auf Händen zu tragen“. Die „48 unverkrampften Minuten balancieren auf dem schmalen Grat zwischen radioaffiner Gitarrenmusik und Bands von den Beatles bis Extreme“, was für „einen neuen echten Superhelden spricht“. Iordanidis vergab zehn von zwölf Punkten. Matthias Weckmann vom deutschen Magazin Metal Hammer schrieb, dass Mammoth WVH ihren Sound erweitert hätten. Das Album wäre melodischer ausgefallen als sein Vorgänger, gleichzeitig wird aber auch die Hitdichte nach oben geschraubt. Auch gesanglich agiert Wolfgang Van Halen immer besser und selbstbewusster. Weckmann vergab fünf von sieben Punkten. Thomas Kupfer vom deutschen Magazin Rock Hard schrieb, dass man dem Album „die Spontanität und das gewonnene Vertrauen in die eigenen Stärken deutlich anmerkt“ und hob die „starke erste Hälfte des Albums“ hervor. Wolfgang Van Halen würde „sich freischwimmen“, was „gut so“ wäre. Kupfer vergab acht von zehn Punkten.

### Chartplatzierungen
In der Schweiz konnten Mammoth WVH mit Platz vier eine neue Höchstplatzierung erreichen. Erstmals konnten sich Mammoth WVH in den deutschen, österreichischen und britischen Albumcharts platzieren. 
| ChartsChartplatzierungen            | Höchstplatzierung | Wochen |
| ----------------------------------- | ----------------- | ------ |
| Deutschland (GfK)                   | 14 (1 Wo.)        | 1      |
| Österreich (Ö3)                     | 36 (1 Wo.)        | 1      |
| Schweiz (IFPI)                      | 4 (1 Wo.)         | 1      |
| Vereinigte Staaten (Billboard)      | 28 (1 Wo.)        | 1      |
| Vereinigte Staaten (Billboard Rock) | 3 (… Wo.)         | …      |
| Vereinigtes Königreich (OCC)        | 76 (1 Wo.)        | 1      |

## Bestenlisten
| Publikation | Liste                                     | Werk                                        | Platz    |
| ----------- | ----------------------------------------- | ------------------------------------------- | -------- |
| Loudwire    | The 25 Best Rock + Metal Albums of 2023 a | Mammoth II                                  | J [ 19 ] |
| Loudwire    | The 30 Best Rock + Metal Songs of 2023 b  | Another Celebration at the End of the World | J [ 20 ] |